# Sugar Creek (Missouri)
Sugar Creek – miasto w Stanach Zjednoczonych, w stanie Missouri, w hrabstwie Clay.